# Dysbatus singularis
Dysbatus singularis är en fjärilsart som beskrevs av Butler 1886. Dysbatus singularis ingår i släktet Dysbatus och familjen mätare. Inga underarter finns listade i Catalogue of Life.